# Le collège est un endroit agréable
Pour plus de détails, voir Fiche technique et Distribution.
Le collège est un endroit agréable (大学よいとこ, Daigaku yoi toko) est un film japonais réalisé par Yasujirō Ozu, sorti en 1936.

## Synopsis
Des amis de dortoir après avoir obtenu leur diplôme rentrent chez eux et cherchent désespérément du travail.

## Fiche technique
- Titre : Le collège est un endroit agréable
- Titre original : 大学よいとこ (Daigaku yoi toko?)[2]
- Réalisation : Yasujirō Ozu
- Scénario : Masao Arata et Yasujirō Ozu (crédité sous le nom de James Maki)
- Photographie : Hideo Shigehara
- Société de production : Shōchiku
- Pays d'origine :  Empire du Japon
- Format : noir et blanc — 1,37:1 — 35 mm — muet
- Genre : drame
- Durée : 86 minutes
- Date de sortie : 
  - Empire du Japon : 19 mars 1936[3]

## Distribution
- Toshiaki Konoe (ja) : Fujiki
- Chishū Ryū : Amano
- Sanae Takasugi : Chiyoko
- Tatsuo Saitō : maître de conférences
- Tokuji Kobayashi : Nishida
- Kenji Ōyama : Kawahara
- Kiyoshi Aono : propriétaire d'une pension
- Chōko Iida : sa femme
- Yaeko Izumo : une servante
- Takeshi Sakamoto : un professeur
- Jun Yokoyama (ja) : un enfant